# Црква Светог Николе у Свилајнцу
Црква Светог Николе у Свилајнцу подигнута је 1826. године и једна је од најстаријих и најмонументалнијих цркава саграђених у тада ослобођеној Србији. Црква припада Епархији браничевској Српске православне цркве и представља непокретно културно добро као споменик културе.
На зидању и украшавању ове цркве радили су најбољи мајстори кнеза Милоша, Јован Ковач и Јања Молер. Црква је грађена као издужена грађевина у облику тролиста са високим барокним звоником на западу. Засведена је полуобличастим сводом. Олтарска апсида и бочне конхе су споља и изнутра полукружне. Црква је покривена двосливним кровом. Фасаде су премалтерисане и прекречене. Сачуван је велики број предмета из времена изградње цркве: певнице, седишта, позлаћени дрвени полијелеј са три круга за 24 свеће и неколико предмета од метала. 
Иконостас са иконама из времена изградње цркве пренет је у суседно село Дубницу, а на његовом месту налази се иконостас Димитрија Посниковића. У ризници се чувају иконе из средине 19. века и позлаћени путир, дар кнеза Ресавца из 1827. године. Живопис је новији и рађен је 1961. године.